# ناحیه کایدیان
ناحیه کایدیان (به لاتین: Caidian District) یک منطقهٔ مسکونی در چین است که در ووهان واقع شده‌است. ناحیه کایدیان ۱٬۱۰۸٫۱۰ کیلومتر مربع مساحت و ۴۱۰٬۸۸۸ نفر جمعیت دارد.